# Sofía Mazagatos
Sofía Mazagatos Gómez (Madrid, (5 de octubre de 1974) es una presentadora de televisión, modelo y actriz española, ganadora del certamen Miss España 1991.

## Biografía
Su carrera sobre las pasarelas se inicia tras lograr el título de Miss España en 1991 y llegar a semifinalista de Miss Europa un año después, protagonizando los desfiles de Cibeles y Gaudí.
En 1993, gracias a su popularidad, la cadena de televisión Telecinco le ofrece sustituir a Leticia Sabater como presentadora de los programas infantiles Desayuna con alegría y A mediodía, alegría. Un año después presenta, junto a Luis Alberto Sánchez e Inma Brunton, el programa también dirigido a los niños en Telecinco La tele es tuya, colega.
En 1996 creó una agencia de modelos con su amiga Mar Flores, negocio que tuvo una breve vida.
Fue protagonista del famoso anuncio publicitario navideño de Freixenet, junto a las también modelos españolas Juncal Rivero y Mar Flores.
Tras formarse en el Actors Studio de Nueva York, debuta como actriz en 2000 en la serie de televisión Paraíso. Posteriormente, ha intervenido en Academia de baile Gloria en 2001, junto a Lina Morgan en TVE, también en Arrayán entre 2003 y 2004, de Canal Sur y Obsesión en 2005, de nuevo en TVE, además de intervenir episódicamente en otras producciones televisivas.
En la gran pantalla, ha trabajado en las películas Las pasiones de sor Juana en 2004, The Pirate's Curse en 2005 y Take off (Despegue) en 2005.
Su presentación teatral se produjo junto a Arturo Fernández en la obra Esmoquin de 2001, de Santiago Moncada.
Ha participado como concursante en los programas de televisión Cantas o qué en el año 2006, de Antena 3 y El Club de Flo también en 2006, de La Sexta.
Ha realizado publicidad para firmas como Antonelli, Arco Cápsulas, Arizona Jeans, Basmar, Cómplices Jeans, De Beers, Freixenet, Lina Bocardi, Macy's New York, Maybelline, Medichy Model, Muebles Kiona, Peugeot, Toypes, Ultrech Jeans, Vidal Sassoon.
El 20 de marzo de 2015 anunció para la revista ¡Hola! que estaba embarazada, así siendo la primera Miss España en quedarse embarazada siendo madre soltera. Dio a luz a una niña en noviembre de ese año, de nombre Sofía.
En diciembre de 2023 se anuncia que se convierte en madre por segunda vez. El nombre de la niña es Amanda.
El 21 de junio de 2024 concede su primer entrevista en exclusiva tras diez años alejada del foco mediático en el programa De Viernes, en Telecinco.

## Filmografía

### Películas
| Películas | Películas                 | Películas  | Películas        |
| Año       | Título                    | Personaje  | Notas            |
| --------- | ------------------------- | ---------- | ---------------- |
| 2003      | Quiero                    | Prostituta | Cortometraje     |
| 2004      | Las pasiones de sor Juana | Jimena     | Papel principal  |
| 2005      | La maldición del pirata   | Rachel     | Papel principal  |
| 2005      | Despegue                  | Sofía      | Cortometraje     |
| 2009      | The Sindone               | Sofía      | Papel secundario |

### Series de televisión
| Series de televisión | Series de televisión     | Series de televisión | Series de televisión |
| Año                  | Título                   | Personaje            | Notas                |
| -------------------- | ------------------------ | -------------------- | -------------------- |
| 2000                 | Paraíso                  | Emma                 | 1 episodio           |
| 2001                 | Academia de baile Gloria | Alba                 | 10 episodios         |
| 2003                 | Desenlace                | Modelo               | 1 episodio           |
| 2003-2004            | Arrayán                  | Nuria Galán          | 90 episodios         |
| 2004                 | Diez en Ibiza            | María                | 1 episodio           |
| 2005                 | Splunge                  | Antonia              | 1 episodio           |
| 2005                 | Obsesión                 | Silvia               | 14 episodios         |
| 2007                 | Como el perro y el gato  | Ana                  | 1 episodio           |
| 2007                 | C.L.A. No somos ángeles  | María                | 1 episodio           |
| 2009                 | Hermanos y detectives    | Sofía                | 1 episodio           |

### Programas de televisión
| Programas de televisión | Programas de televisión | Programas de televisión | Programas de televisión |
| Año                     | Título                  | Cadena                  | Notas                   |
| ----------------------- | ----------------------- | ----------------------- | ----------------------- |
| 1992                    | A mediodía, alegría     | Telecinco               | Presentadora            |
| 1993                    | Desayuna con alegría    | Telecinco               | Presentadora            |
| 1994                    | La tele es tuya, colega | Telecinco               | Presentadora            |
| 2006                    | El club de Flo          | La Sexta                | Concursante             |
| 2006                    | ¿Cantas o qué?          | Antena 3                | Concursante             |
| 2024                    | ¡De Viernes!            | Telecinco               | Invitada                |

### Teatro
| Obras de teatro | Obras de teatro | Obras de teatro | Obras de teatro |
| Año             | Título          | Personaje       | Notas           |
| --------------- | --------------- | --------------- | --------------- |
| 2001            | Esmoquin        | Gabriela        | Papel principal |

## Sucesión de Miss España
| Predecesor: Esther Arroyo | Miss España 1991 | Sucesor: Eugenia Santana |